# Яналов, Андрей Михайлович
Андре́й Миха́йлович Яна́лов (6 августа 1920 года, деревня Лапка-Памаш — 6 апреля 1945 года) — участник Великой Отечественной войны, комсорг батальона 997-го стрелкового полка 263-й стрелковой дивизии 43-й армии 3-го Белорусского фронта, Герой Советского Союза, младший лейтенант.

## Биография
Родился 6 августа 1920 года в деревне Лапка-Памаш ныне Сернурского района Республики Марий Эл в семье крестьянина. Мариец. Окончил 6 классов, курсы трактористов. Работал в колхозе плугарем-прицепщиком, затем трактористом.
В 1940 году был призван в Красную армию. Служил в артиллерийском полку в городе Виннице (Украина), окончил полковую школу. Сержант Яналов был наводчиком орудия, командиром отделения огневого взвода.
На фронте в Великую Отечественную войну с октября 1941 года. Воевал на Западном, 1-м Прибалтийском и 3-м Белорусском фронтах. В первых боях был ранен. Вернувшись на фронт в составе артиллерийского полка, защищал Москву, освобождал Смоленщину и Псковщину. Стал агитатором дивизиона, в 1943 году вступил в ВКП(б). В начале 1944 года заместитель комсорга дивизиона сержант Яналов был направлен на курсы политработников.
По окончании курсов с артиллерией пришлось расстаться. Младший лейтенант Яналов был назначен комсомольским организатором батальона 997-го стрелкового полка, который вёл бои в Восточной Пруссии в составе 43-й армии. Молодой офицер всё время находился в наступающих подразделениях. Неоднократно вместе с солдатами ходил в атаки, заражая их своей энергией, смелостью и отвагой. Отличился в боях при штурме города Кёнигсберга (ныне — Калининград).
6 апреля 1945 года в бою за город Кёнигсберг младший лейтенант Яналов первым поднялся в атаку и ворвался во вражескую траншею, увлекая за собой бойцов батальона. Забросал гранатами опорный пункт противника, огнём из автомата уничтожил расчёты 2 вражеских пулемётов. В этом бою погиб в рукопашной схватке.
Указом Президиума Верховного Совета СССР от 19 апреля 1945 года за образцовое выполнение заданий командования и проявленные мужество и героизм в боях с немецко-фашистскими захватчиками младшему лейтенанту Яналову Андрею Михайловичу присвоено звание Героя Советского Союза посмертно.

## Награды
Награждён орденом Ленина.

## Память
- Решением Калининградского горисполкома от 16 июня 1965 года именем Яналова названа одна из улиц города Калининграда в Центральном районе.
- Его имя носят улицы на родине — в селе Сернур Марий Эл, а также в Йошкар-Оле.
- В селе Сернур установлены бюст Героя и мемориальная доска.
- Имя героя присвоено Сернурской средней общеобразовательной трудовой политехнической школе с производственным обучением[3] (ныне — МОУ «Сернурская СОШ № 1 имени Героя Советского Союза А. М. Яналова»[4]).
- 29 мая 2020 года в Сернуре прошло торжественное открытие мемориальной доски в память об уроженце Сернурского района Марий Эл, Герое Советского Союза А. М. Яналове[5].